# Interleuchina 33
L'interleuchina 33 (o IL-33) è una citochina appartenente alla famiglia delle interleuchine, più precisamente al gruppo di proteine IL-1. IL-33 è un potente induttore della risposta immunitaria ad opera dei linfociti T helper della linea Th2 ed è un importante mediatore dei processi di guarigione delle mucose e del tessuto epiteliale. Quando l'interleuchina 33 si trova legata al suo recettore ST2, questo complesso molecolare può anche promuovere risposte immunitarie della popolazione Th1 dei linfociti T helper, a seconda che il complesso attivi o meno l'interleuchina 12. L'associazione tra l'IL-33 e il suo recettore ST2 può essere protettiva in alcune condizioni ma patogenica in altre, poiché il complesso molecolare svolge un duplice ruolo nei disturbi infiammatori. Il ruolo infiammatorio dell'interleuchina 33 è stato riscontrato in molte malattie, come l'arterite a cellule giganti, l'atresia biliare e la broncopneumopatia cronica ostruttiva.
Il gene che codifica per l'IL-33 è situato sul cromosoma 9 negli esseri umani.
L'interleuchina 33 risulta coinvolta anche nella genesi dell'asma, della dermatite atopica, delle patologie reumatiche a eziologia infiammatoria (come l'artrite reumatoide), della rettocolite ulcerosa e di alcuni tipi di sindrome mieloproliferativa.